# Rökvit

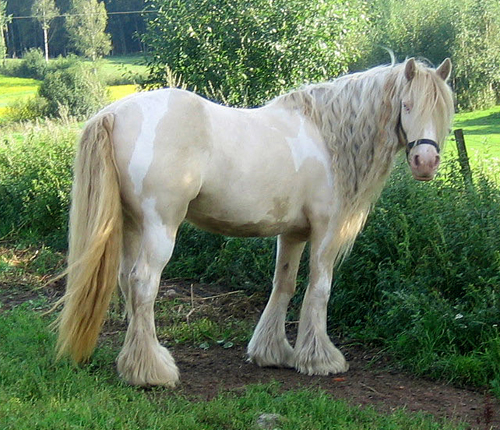
Rökvitskäckad häst

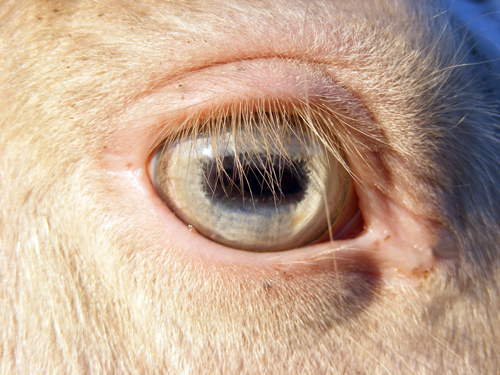
Öga hos en rökvit häst

Rökvit (eng. smoky cream, i Sverige även felaktigt kallad smoky perlino) är en ovanlig hästfärg som, liksom gulvit och pärlvit, ofta förväxlas med albino. En rökvit häst är ljust gul med rosa hud, ljusa hovar och blågrå ögon. Man och svans är ofta något mörkare än pälsen. Benen kan vara något mörkare från framknä/has och nedåt.

## Genetik
Rökvit orsakas av dubbla gulanlag (CcrCcr) på svart grundfärg. Det heter även att hästen är homozygot för gulanlaget.
Samma anlag på fux ger gulvit och på brun grundfärg pärlvit.

### Nedärvning av gulanlaget
Hästar med dubbla gulanlag nedärver alltid ett av anlagen till sin avkomma. Om den andra föräldern inte bär på något gulanlag, blir avkommorna heterozygota, d.v.s. de bär på ett gulanlag och ett icke-gult anlag.
Om avkomman - liksom en rökvit häst - har svart grundfärg, så blir den gulsvart. Ett enkelt gulanlag på en fux ger färgen isabell, på brun ger det [gulbrun] men på grund av den ofullständiga dominansen hos anlaget - det ensamma gulanlagets begränsade effekt, särskilt på det svarta pigmentet i hästens hud, eumelanin - blir den gula nyansen knappt skönjbar hos en gulsvart häst.
Genom att avla på två bärare av gulanlaget kan man öka frekvensen av homozygoter. Det säkraste sättet att avla fram en homozygot gul är givetvis att korsa två homozygoter, men sådan avel uppmuntras inte av erfarna avelsmänniskor, då det kan finnas en risk för att sådana avkommor har problem med bl.a. synen. Det finns dock ännu inga vetenskapliga belägg för detta, och ej heller några regler som förbjuder det, bortsett från att vissa avelsorganisationer kan neka till att stambokföra dubbelgula hästar eller avkommor efter dessa.